# سامح الحفني
دكتور سامح أحمد زكي الحفني هو وزير الطيران المدنى المصري منذ 3 يوليو 2024.

## حياته ونشأته
حصل علي البكالوريوس من كلية التجارة جامعة عين شمس، حصل علي البكالوريوس في علوم طيران من الأكاديمية المصرية لعلوم الطيران، حصل علي الدكتوراه في إدارة أزمات الطيران المدني بكلية الهندسة من جامعة بورسعيد، ماجستير في إدارة الأعمال تخصص إدارة مطارات وشركات طيران من جامعة تولوز بفرنسا، ماجستير إدارة عامة من الأكاديمية العربية للعلوم والتكنولوجيا والنقل البحري.

## مسيرته
- طيار معتمد من الطيران المدني.[6]
- مدرب وممتحن على كل الطائرات من الطراز[7]

1. Boeing 747 طائرات بوينج
2. طائرات أيرباص Airbus320.
3. طائرة أيرباص Airbus 330/340.
4. طائرة Airbus 300-600 .
5. طائرة Airbus 300-B4.

## مناصب
- ممثل مصر الدائم لدي مجلس المنظمة الدولية للطيران المدني سنة 2022.[8]
- رئيسًا لسلطة الطيران المدني المصري مرتين المرة الاًولى خلال الفترة من 20 ديسمبر 2009 حتى 1 أكتوبر 2011، والمرة الثانية خلال الفترة من 4 يوليو 2018 حتى 10 مارس 2020.[9]
- رئيس مجلس إدارة الشركة القابضة لمصر للطيران سنة 2014.[10]
- رئيس مجلس إدارة الأكاديمية المصرية لعلوم الطيران سنة 2012.[11]
- نائب رئيس سلطة الطيران المدني
- نائب رئيس قطاع التدريب بالشركة القابضة لمصر للطيران.[12]
- مدير عام تدريب الطيران - الشركة القابضة لمصر للطيران.
- مدير عام المكتب الفني لرئيس مجلس إدارة شركة مصر للطيران للخطوط الجوية.
- مجالس الإدارة واللجان التنفيذية الدولية / المحلية.[13]
- رئاسة المجموعة الإقليمية للسلامة بالشرق الأوسط لمنظمة الطيران المدني الدولي واللجنة الفنية بالجمعية العامة للمنظمة الدولية للطيران المدني (27-ICAO (A.[14]
- وزير الطيران المدني المصري منذ 3 يوليو 2024.[15]

## عضويات
- عضوية مجالس ولجان تنفيذية دولية.[16]
- المجلس التنفيذي للإتحاد الدولي للنقل الجوي .
- المجلس التنفيذي لتحالف ستار العالمي .
- المجلس التنفيذي للإتحاد العربي للنقل الجوي .
- المجلس التنفيذي لشركات الطيران الأفريقية .
- المجلس التنفيذي للمنظمة العربية للطيران المدني .
- اللجنة الإقليمية لخبراء السلامة الجوية بالشرق الأوسط.